# 105 (liczba)
105 (sto pięć) – liczba naturalna następująca po 104 i poprzedzająca 106.

## W matematyce
- 105 jest liczbą trójkątną[1]
- 105 jest liczbą sfeniczną (3 × 5 × 7)[2]
- 105 jest pierwszą liczbą Zeisela[3]
- 105 jest liczbą szczęśliwą[4]
- 105 jest liczbą pseudopierwszą[5]
- 105 jest najwyższą (zgodnie z nieudowodnionym postulatem Erdősa) liczbą spełniającą warunek, że wszystkie dodatnie rozwiązania równania n – 2k są liczbami pierwszymi (pozostałe liczby spełniające tę własność to 7, 15, 21, 45, 75)[6]
- 105 jest najmniejszą liczbą, przy użyciu której można zapisać liczbę 1 jako sumę nieparzystych odwrotności:

{\displaystyle \left({\frac {1}{3}}+{\frac {1}{5}}+{\frac {1}{7}}+{\frac {1}{9}}+{\frac {1}{11}}+{\frac {1}{33}}+{\frac {1}{35}}+{\frac {1}{45}}+{\frac {1}{55}}+{\frac {1}{77}}+{\frac {1}{105}}\right)=1}
- 105 jest palindromem liczbowym, czyli może być czytana w obu kierunkach, w czwórkowym systemie liczbowym (1221), w ósemkowym systemie liczbowym (151) oraz w dwudziestkowym systemie liczbowym (55)
- 105 należy do czternastu trójek pitagorejskich (36, 105, 111), (56, 105, 119), (63, 84, 105), (88, 105, 137), (100, 105, 145), (105, 140, 175), (105, 208, 233), (105, 252, 273), (105, 360, 375), (105, 608, 617), (105, 784, 791), (105, 1100, 1105), (105, 1836, 1839), (105, 5512, 5513)

## W nauce
- liczba atomowa dubnu (Db)
- obiekt na niebie Messier 105
- galaktyka NGC 105
- planetoida (105) Artemis
- kometa krótkookresowa 105P/Singer Brewster

## W kalendarzu
105. dniem w roku jest 15 kwietnia (w latach przestępnych jest to 14 kwietnia). Zobacz też co wydarzyło się w roku 105, oraz w roku 105 p.n.e.